# Iglesia de San Andrés (Erenchun)
La iglesia de San Andrés es un edificio situado en el concejo español de Erenchun, en la provincia de Álava.

## Descripción
El edificio se encuentra en el concejo español de Erenchun, del municipio de Iruraiz-Gauna, perteneciente a la provincia de Álava, en la comunidad autónoma del País Vasco. Se menciona como iglesia parroquial del lugar en el tomo de la Geografía general del País Vasco-Navarro dedicado a Álava y escrito por Vicente Vera y López, donde se dice lo siguiente: «La parroquia es de categoría rural de primera clase, pertenece al arciprestazgo de Alegría y está dedicada á San Andrés».